# Sharon van Rouwendaal
Sharon van Rouwendaal (ur. 9 września 1993 w Baarn) – holenderska pływaczka specjalizująca się w stylu dowolnym i stylu grzbietowym, dwukrotna mistrzyni olimpijska na 10 km na otwartym akwenie (2016, 2024), wielokrotna medalistka mistrzostw świata, dwukrotna wicemistrzyni Europy (basen 25 m).
Podczas mistrzostw świata w Szanghaju (2011) zdobyła brązowy medal na 200 m stylem grzbietowym. Zdobyła także dwa srebrne medale w mistrzostwach Europy na basenie 25-metrowym w Eindhoven w 2010 roku w wyścigach na 100 i 200 m tym stylem.
Uczestniczka igrzysk olimpijskich w Londynie (2012) na 100 (20. miejsce) i 200 m grzbietem (11. miejsce) oraz w sztafecie 4 × 100 m stylem zmiennym (6. miejsce).
Na igrzyskach olimpijskich w Rio de Janeiro w 2016 roku została mistrzynią olimpijską na dystansie 10 km na otwartym akwenie. W konkurencji 400 m stylem dowolnym nie zakwalifikowała się do finału i z czasem 4:11,44 zajęła 19. miejsce.